# 齊藤真紀
齊藤 真紀（さいとう まき、1979年1月28日 - ）は、日本の声優。東京都出身。フリー。

## 来歴
代々木アニメーション学院在学中、その素質を三ツ矢雄二に見い出され、劇団アルターエゴに入団。
テレビアニメ『遊☆戯☆王デュエルモンスターズ』のヒロイン、真崎杏子役で初レギュラー。
その後、ブリングアップに所属していた。2006年以降は新規の出演作品はないが、劇場アニメ『遊☆戯☆王 THE DARK SIDE OF DIMENSIONS』やゲーム作品などでの真崎杏子役の新規収録は行なっている。

## 出演

### テレビアニメ
- 遊☆戯☆王デュエルモンスターズ（2000年、真崎杏子[3]）
- ビックリマン2000（2000年、バニーラ）
- メダロット（2000年、記者、コンパニオン、女子、遊園地係員A）
- Dr.リンにきいてみて!（2001年、純子）
- こちら葛飾区亀有公園前派出所（2003年、加納綾、先生、ハッピー）
- 愛してるぜベイベ★★（2004年、加々美亜希〈鏡亜希〉、笹野キヨ子）
- 吟遊黙示録マイネリーベ（2004年、エレーネ、エドの妹幼少期、ニーナ）
- おねがいマイメロディ（2005年、女子高生）
- capeta（2006年、秦紀子）
- それいけ!アンパンマン（2006年、ポテトくん〈4代目〉）
- 妖怪人間ベム（2006年、海友人）

### 劇場アニメ
- 雲のむこう、約束の場所（2004年、女子生徒、女性看護士）
- 遊☆戯☆王デュエルモンスターズ 光のピラミッド（2004年、真崎杏子）
- 遊☆戯☆王 THE DARK SIDE OF DIMENSIONS（2016年、真崎杏子[4]）

### OVA
- グッドモーニング・コール（2001年、紺野まりな）

### ゲーム
- テニスの王子様SWEAT & TEARS 2（2003年、鳥取ナヲミ）
- 恐怖新聞【平成版】 怪奇!心霊ファイル（2003年、角倉玲奈）
- 機甲兵団 J-PHOENIX2（2004年、ノギ・カグヤ）
- テニスの王子様Rush & Dream!（2004年、鳥取ナヲミ）
- レジェンズ 激闘!サーガバトル（2004年、ウンディーネ）
- マイネリーベII〜誇りと正義と愛〜（2006年、主人公）
- 遊☆戯☆王ゼアル デュエルターミナル（2009年、真崎杏子）※第7弾より
- 遊☆戯☆王デュエルモンスターズ 最強カードバトル!（2016年、真崎杏子）
- 実況パワフルプロ野球（2022年、真崎杏子）

### 舞台
- 劇団アルターエゴ第3回公演 ハムレットは、今…。

### ナレーション
- 遊☆戯☆王デュエルモンスターズがもっと楽しめるぞ!スペシャル